# Friedrich Ohly
Ernst Friedrich Ohly (* 10. Januar 1914 in Breidenbach; † 5. April 1996 in Münster) war ein deutscher germanistischer Mediävist.

## Leben
Friedrich Ohly studierte nach dem Abitur in Frankfurt am Main ab 1932 Germanistik, Griechische Philologie und Geschichte an den Universitäten in Frankfurt, Wien und Königsberg und schloss in Frankfurt bei Julius Schwietering 1938 seine Dissertation ab über Sage und Legende in der Kaiserchronik. Untersuchungen über Quellen und Aufbau der Dichtung, die 1940 erschien (2. Auflage Darmstadt 1968). Als seine akademischen Lehrer nennt Ohly außer Julius Schwietering vor allem Paul Hankamer und Max Kommerell. Ebenso wie seine Dissertation weist seine 1944 zwischen Fronteinsätzen eingereichte Habilitationsschrift, unter dem Titel Hohelied-Studien. Grundzüge einer Geschichte der Hoheliedauslegung des Abendlandes bis um 1200 erst 1958 erschienen, eine deutliche Distanz zu ideologischen Tendenzen ihrer Entstehungszeit auf. Ursprünglich bei Hankamer in Königsberg entstandene Dissertationspläne konnten nicht verwirklicht werden, da Ohly nach den studentischen Versuchen, Hankamer gegen Angriffe der NS-Studentenschaft zu verteidigen, von der Universität verwiesen wurde und Hankamer seine Professur verlor. Nach einjährigem Kriegsdienst wurde Ohly 1940 wegen einer Augenverwundung entlassen, und er konnte in Berlin eine Assistentenstelle bei Schwietering übernehmen; im Frühjahr 1944 wurde er abermals eingezogen.
Nach der Rückkehr aus dem Kriegsdienst und langer sowjetischer Kriegsgefangenschaft war Ohly ab 1953 zunächst als Dozent in Frankfurt, dann auf Professuren in Chicago und Mainz (außerordentliche Professur 1957) tätig, ehe er als Ordentlicher Professor an die Christian-Albrechts-Universität Kiel berufen wurde (1958). 1964 folgte er einem Ruf an die Westfälische Wilhelms-Universität Münster, wo er 1968 zusammen mit dem Historiker Karl Hauck einen mediävistischen Sonderforschungsbereich gründete.
Ohlys Publikationen und viele seiner Lehrveranstaltungen waren seit seiner Rückkehr aus der Gefangenschaft bis zu seiner Emeritierung in Münster 1982 zielstrebig und von komplexer Wahrnehmung geleitet auf die zentralen Fragen und Forschungsgegenstände ausgerichtet, die er in Münster in seinen großen Publikationen mit starker Wirkung auf andere Fächer und auf einen großen Schülerkreis behandelte. Zu seinen Schülerinnen und Schülern zählen u. a. Hartmut Freytag, Wiebke Freytag, Wolfgang Harms, Christel Meier-Staubach, Heinz Meyer, Dietmar Peil, Uwe Pörksen, Uwe Ruberg, Meinolf Schumacher, Klaus Speckenbach und Uwe Wolff.
1967 wurde Ohly der Brüder-Grimm-Preis der Philipps-Universität Marburg verliehen. 1985 erhielt er von der Universität Chicago den Ehrendoktor. Rufe nach Chicago, Berlin, Köln, Innsbruck, Freiburg/Br. und Wien lehnte er ab. Er wurde 1973 Ehrenmitglied der Modern Language Association of America, 1970 Mitglied der Rheinisch-Westfälischen Akademie der Wissenschaften, korrespondierendes Mitglied der Österreichischen Akademie der Wissenschaften Wien, der Accademia Senese degli Intronati Siena (1979), der Medieval Academy of America (1979), der Accademia Peloritana dei Perilocanti Messina (1983), der Akademie der Wissenschaften zu Göttingen (1991) und des Institute of Germanic Studies London (1994).

## Werk
Die mittelalterliche Lehre von der Signifikanz der Dinge in Welt und Schrift als einen zentralen hermeneutischen Ansatz und als Gegenstand mediävistischer interdisziplinärer Grundlagenforschung erkannt und etabliert zu haben, ist das Hauptverdienst des Germanisten und Komparatisten Ohly. Komparatistisch wie die Allegorieforschungen sind Ohlys Arbeiten auch in seinen ausgedehnten, diachron angelegten Motiv- und Metaphernstudien, die oft bis ins 19. Jahrhundert reichen und überwiegend anthropologisch relevanten Themen gelten: Gedächtnis, Ehrfurcht, Liebe, Suche, Erkenntnis, Schuld, Verzweiflung, Verrat, Formeln vom Verhältnis zwischen Gott und Mensch. Hiermit steht er z. T. der Toposforschung von Ernst Robert Curtius nicht fern, im Unterschied zu dem Ohly jedoch weniger die Kontinuität der Antike als ihre charakteristische Brechung durch christliche Adaptation hervorhebt, also die christlichen und die individuellen Formen betont. In dem Interesse für den daseins-, welt- und dichtungserschließenden und -vermittelnden Wert von Metaphern (Buch der Natur, Goldene Kette Homers, Deus geometra u. a.) steht er Hans Blumenberg nahe. Die nachhaltigste Wirkung geht von Ohlys Kieler Antrittsvorlesung Vom geistigen Sinn des Wortes im Mittelalter aus. Weitere Buchpublikationen lösten Zug um Zug Teile des konzipierten Programms ein und erweiterten es auf benachbarte Epochen und Sprachräume.

### Veröffentlichungen

#### Selbstständige Publikationen
- Vom geistigen Sinn des Wortes im Mittelalter. In: Zeitschrift für deutsches Altertum und deutsche Literatur. Band 89, 1958, S. 1–23; auch in: Friedrich Ohly: Schriften zur mittelalterlichen Bedeutungsforschung. Darmstadt 1977, S. 1–31.
- als Hrsg. mit Max Wehrli: Julius Schwietering, Philologische Schriften. München 1969.
- Diamant und Bocksblut. Zur Traditions- und Auslegungsgeschichte eines Naturvorgangs von der Antike bis in die Moderne. Berlin 1976, ISBN 3-503-01253-2; gekürzt auch in: Werner Schröder (Hrsg.): Wolfram-Studien. 17 Bände. Schmidt, Berlin 1970–2002; Band 3 (Schweinfurter Kolloquium 1972). Berlin 1975, S. 72–188.
- Der Verfluchte und der Erwählte. Vom Leben mit der Schuld. Westdeutscher Verlag, Opladen 1976, ISBN 3-531-07207-2 (in englischer Sprache: The Damned and the Elect. Guilt in Western Culture. Cambridge University Press, Cambridge 1992, ISBN 0-521-38250-5).
- Schriften zur mittelalterlichen Bedeutungsforschung. Wissenschaftliche Buchgesellschaft, Darmstadt 1977, ISBN 3-534-07515-3 (2., unveränderte Auflage. ebenda 1983).
- Gesetz und Evangelium. Zur Typologie bei Luther und Lucas Cranach. Zum Blutstrahl der Gnade in der Kunst (= Schriftenreihe der Westfälischen Wilhelms-Universität Münster. NF Bd. 1). Aschendorff, Münster 1985, ISBN 3-402-04520-6.
- Süße Nägel der Passion. Ein Beitrag zur theologischen Semantik. In: Günter Heintz, Peter Schmitter (Hrsg.): Collectanea philologica. Festschrift für Helmut Gipper zum 65. Geburtstag (= Saecvla spiritalia. Bd. 15). Band 2. Koerner, Baden-Baden 1985, ISBN 3-87320-414-2, S. 403–613 (auch selbstständig erschienen: (= Saecvla spiritalia. Bd. 21). Koerner, Baden-Baden 1989, ISBN 3-87320-421-5).
- Metaphern für die Sündenstufen und die Gegenwirkungen der Gnade (= Rheinisch-Westfälische Akademie der Wissenschaften. Vorträge. G: Geisteswissenschaften. 302). Westdeutscher Verlag, Opladen 1990, ISBN 3-531-07302-8.
- Ausgewählte und neue Schriften zur Literaturgeschichte und zur Bedeutungsforschung. Herausgegeben von Uwe Ruberg und Dietmar Peil. Hirzel, Stuttgart u. a. 1995, ISBN 3-7776-0654-5.
- als Herausgeber: Das St. Trudperter Hohelied. Eine Lehre der liebenden Gotteserkenntnis (= Bibliothek des Mittelalters. Bd. 2 = Bibliothek deutscher Klassiker. Bd. 155). Unter Mitarbeit von Nicola Kleine. Deutscher Klassiker-Verlag, Frankfurt am Main 1998, ISBN 3-618-66020-0.
- Zur Signaturenlehre der frühen Neuzeit. Bemerkungen zur mittelalterlichen Vorgeschichte und zur Eigenart einer epochalen Denkform in Wissenschaft, Literatur und Kunst. Aus dem Nachlass herausgegeben von Uwe Ruberg und Dietmar Peil. Hirzel, Stuttgart u. a. 1999, ISBN 3-7776-0952-8.
- Die Perle des Wortes. Zur Geschichte eines Bildes für Dichtung. Insel Verlag, Frankfurt am Main u. a. 2002, ISBN 3-458-17108-8.

#### Autobiographisch
- Glück eines Gefangenen mit Puschkin und mit Steinen. In: Zeitschrift für Kultur-Austausch. Bd. 37, 1987, ISSN 0044-2976, S. 87–92, (zu Ohlys Übersetzungen russischer Literatur).

#### Artikel in Sammelwerken
- Wolframs Gebet an den Heiligen Geist im Eingang des „Willehalm“. In: Heinz Rupp (Hrsg.): Wolfram von Eschenbach. Darmstadt 1966 (= Wege der Forschung. Band 57), S. 454–518; zuerst in: Zeitschrift für deutsches Altertum und deutsche Literatur. Band 91, 1961/62, S. 1–37.
- Typologie als Denkform der Geschichtsbetrachtung. In: Schriftenreihe der Westfälischen Wilhelms-Universität Münster. Band 7, 1983, S. 68–102.
- Die Pferde im „Parzival“ Wolframs von Eschenbach. In: L’uomo di fronte al mondo animale nell’alto medioevo. Spoleto 1985 (= Settimane di studio del Centro italiano di studi sull’alto medioevo. Band 31). Band 2, S. 849–927.